# Unione Sportiva Cremonese 2012-2013
Questa voce raccoglie le informazioni riguardanti l'Unione Sportiva Cremonese nelle competizioni ufficiali della stagione 2012-2013.

## Stagione
La stagione 2012-2013 della Cremonese è la 7ª consecutiva in Prima Divisione e la 43ª complessiva nella terza serie. La squadra del riconfermato allenatore Oscar Brevi, inizia la stagione in Coppa Italia superando (4-0) il Chieri nel primo turno e il Brescia (1-2) dopo i tempi supplementari nel secondo turno, mentre al terzo turno la squadra grigiorossa viene eliminata dal Palermo (3-1). In campionato si piazza al settimo posto con 46 punti, dopo aver affrontato il 25 settembre 2012 l'avvicendamento tecnico tra Brevi e Giuseppe Scienza.Conclude un deludente girone di andata con 21 punti, mentre si riscatta nel girone di ritorno ottenendo 26 punti, senza però riuscire ad inserirsi nella lotta per i Play-off. Una coppia cremonese in doppia cifra, con 10 reti Massimiliano Carlini e Giuseppe Le Noci. Nella Coppa Italia di Lega Pro la Cremonese supera (4-1) il primo turno ad eliminazione, nel secondo turno supera (4-6) il Savona ai calci di rigore, nel gruppo A del terzo turno viene eliminata, vince  (0-2) a Trezzo sull'Adda, ma perde in casa con il Viareggio (2-3), che accede alle semifinali.

## Divise e sponsor
Il fornitore ufficiale di materiale tecnico per la stagione 2012-2013 è Acerbis, mentre gli sponsor di maglia sono Iltainox (in casa), Arinox in trasferta e Èpiù. In occasione dell'anniversario dei 110 anni di storia, nel marzo 2013 il club ha affiancato alle tre divise stagionali anche una speciale uniforme celebrativa, che ripropone gli storici colori bianco e lilla del 1903.
| Prima divisa | Trasferta | Terza divisa | Divisa 110º anniversario |

## Organigramma societario
Area direttiva
- Presidente: Maurizio Calcinoni
- Consigliere delegato: Rossano Grazioli
- Responsabile Segreteria: Alberto Losi
- Resp. comunicazione, Ufficio Stampa: Stefano Allevi

Area tecnica
- Allenatore: Oscar Brevi, poi Giuseppe Scienza
- Vice allenatore: Carlo Garavaglia, poi Domenico Casati
- Collaboratore tecnico: Domenico Casati,
- Preparatore atletico: Marco Barbieri
- Preparatore dei portieri: Alessandro Bianchessi
- Team Manager: Lorenzo Bettoli

Area sanitaria
- Medico sociale: Giovanni Bozzetti
- Massaggiatore: Aristide Rossi
- Fisioterapista: Alessandro Rivetti

### Rosa
Rosa e numerazione aggiornate al 31 gennaio 2013
| N. |                    | Ruolo | Calciatore            |
| -- | ------------------ | ----- | --------------------- |
|    | Italia (bandiera)  | P     | Enrico Alfonso        |
|    | Italia (bandiera)  | P     | Vincenzo Grillo       |
|    | Italia (bandiera)  | P     | Sergio Viotti         |
|    | Italia (bandiera)  | P     | Paolo Quaini          |
|    | Italia (bandiera)  | D     | Stefano Avogadri      |
|    | Polonia (bandiera) | D     | Sebastian Zieleniecki |
|    | Italia (bandiera)  | D     | Michele Cremonesi     |
|    | Italia (bandiera)  | D     | Simone Sales          |
|    | Italia (bandiera)  | D     | Mauro Minelli         |
|    | Italia (bandiera)  | D     | Luca Tedeschi         |
|    | Italia (bandiera)  | D     | Pietro Visconti       |
|    | Italia (bandiera)  | D     | Alessandro Armenise   |
|    | Italia (bandiera)  | D     | Davide Moi            |
|    | Italia (bandiera)  | C     | Giovanni Fietta       |
|    | Italia (bandiera)  | C     | Filippo Sambugaro     |
|    | Italia (bandiera)  | C     | Lorenzo Degeri        |

| N. |                                 | Ruolo | Calciatore           |
| -- | ------------------------------- | ----- | -------------------- |
|    | Italia (bandiera)               | C     | Gaetano Caridi       |
|    | Italia (bandiera)               | C     | Davide Baiocco       |
|    | Italia (bandiera)               | C     | Riccardo Riva        |
|    | Italia (bandiera)               | C     | Marco Martina Rini   |
|    | Austria (bandiera)              | C     | Marcel Büchel        |
|    | Argentina (bandiera)            | C     | Julián Magallanes    |
|    | Italia (bandiera)               | C     | Alex Pinardi         |
|    | Italia (bandiera)               | A     | Riccardo Bocalon     |
|    | Italia (bandiera)               | A     | Alessandro Marotta   |
|    | Argentina (bandiera)            | A     | Leandro Martínez     |
|    | Italia (bandiera)               | A     | Luca Nizzetto        |
|    | Bosnia ed Erzegovina (bandiera) | A     | Milan Đurić          |
|    | Italia (bandiera)               | A     | Alberto Filippini    |
|    | Senegal (bandiera)              | A     | Amadou Samb          |
|    | Italia (bandiera)               | A     | Giuseppe Le Noci     |
|    | Italia (bandiera)               | A     | Massimiliano Carlini |

## Risultati

### Lega Pro Prima Divisione

#### Girone di andata
| Arbitro: | Chiffi (Padova) |

|                                      |           |                              |
| Bogliacino 13’ Jeda 16’ Memushaj 31’ | Marcatori | 47’ Alb. Filippini 54’ Đurić |

| Arbitro: | Verdenelli (Foligno) |

|             |           |             |
| Marotta 45’ | Marcatori | 81’ Belotti |

| Arbitro: | D'Angelo (Ascoli Piceno) |

|                     |           |  |
| Moi 44’ Le Noci 48’ | Marcatori |  |

| Arbitro: | Merlino (Udine) |

|          |           |             |
| Arma 16’ | Marcatori | 64’ Le Noci |

| Cremona 30 settembre 2012, ore 15:00 5ª giornata | Cremonese               | 0 – 0 referto | Lumezzane | Stadio Giovanni Zini (2.020 spett.)\| Arbitro: \| Ripa (Nocera Inferiore) \| |
| Arbitro:                                         | Ripa (Nocera Inferiore) |               |           |                                                                              |

| Arbitro: | Giudici (Latina) |

|                |           |            |
| Sentinelli 66’ | Marcatori | 85’ Degeri |

| Arbitro: | Lanza (Nichelino) |

|                         |           |  |
| Le Noci 35’ Marotta 90’ | Marcatori |  |

| Chiavari 21 ottobre 2012, ore 15:00 8ª giornata | Virtus Entella | 0 – 0 referto | Cremonese | Stadio comunale di Chiavari (824 spett.)\| Arbitro: \| Adduci (Paola) \| |
| Arbitro:                                        | Adduci (Paola) |               |           |                                                                          |

| Cremona 29 ottobre 2012, ore 20:45 9ª giornata | Cremonese             | 0 – 0 referto | Reggiana | Stadio Giovanni Zini (1.269 spett.)\| Arbitro: \| Rocca (Vibo Valentia) \| |
| Arbitro:                                       | Rocca (Vibo Valentia) |               |          |                                                                            |

| Como 4 novembre 2012, ore 14:30 10ª giornata | Como             | 0 – 0 referto | Cremonese | Stadio Giuseppe Sinigaglia (1.000 spett.)\| Arbitro: \| Maresca (Napoli) \| |
| Arbitro:                                     | Maresca (Napoli) |               |           |                                                                             |

| 11 novembre 2012 11ª giornata |  | – turno di riposo Cremonese |  |  |

| Arbitro: | Ros (Pordenone) |

|  |           |               |
|  | Marcatori | 77’ La Camera |

| Arbitro: | Ripa (Nocera Inferiore) |

|           |           |  |
| Campo 63’ | Marcatori |  |

| Arbitro: | Aversano (Treviso) |

|                                                      |           |  |
| Le Noci 22’, 27’ Teso 33’ (aut.) Marotta 37’ Moi 44’ | Marcatori |  |

| Arbitro: | D'Angelo (Ascoli Piceno) |

|  |           |                         |
|  | Marcatori | 22’ Carlini 71’ Marotta |

| Arbitro: | Bellotti (Verona) |

|                    |           |             |
| Alb. Filippini 76’ | Marcatori | 59’ Defendi |

| Trapani 22 dicembre 2012, ore 14:30 17ª giornata | Trapani         | 0 – 0 referto | Cremonese | Stadio Polisportivo Provinciale (2.571 spett.)\| Arbitro: \| Chiffi (Padova) \| |
| Arbitro:                                         | Chiffi (Padova) |               |           |                                                                                 |

#### Girone di ritorno
| Arbitro: | Ghersini (Genova) |

|             |           |                |
| Carlini 56’ | Marcatori | 11’ Zappacosta |

| Arbitro: | Saia (Palermo) |

|             |           |            |
| Belotti 66’ | Marcatori | 4’ Carlini |

| Arbitro: | Benassi (Bologna) |

|           |           |  |
| Ilari 77’ | Marcatori |  |

| Arbitro: | Dei Giudici (Latina) |

|                                     |           |                                  |
| Caridi 32’ Moi 89’ Martina Rini 90’ | Marcatori | 64’ L. Della Rocca 76’ Di Gaudio |

| Arbitro: | Sacchi (Macerata) |

|                         |           |             |
| Kirilov 16’ Inglese 40’ | Marcatori | 47’ Carlini |

| Arbitro: | Albertini (Ascoli Piceno) |

|                 |           |  |
| Carlini 7’, 11’ | Marcatori |  |

| Arbitro: | Ceccarelli (Rimini) |

|                  |           |                    |
| J. Fortunato 90’ | Marcatori | 83’ (aut.) Cernuto |

| Arbitro: | Maresca (Napoli) |

|            |           |          |
| Caridi 49’ | Marcatori | 3’ César |

| Arbitro: | Pezzuto (Lecce) |

|  |           |              |
|  | Marcatori | 10’ Nizzetto |

| Arbitro: | Minelli (Varese) |

|                                       |           |             |
| Cremonesi 15’ Le Noci 19’ Carlini 51’ | Marcatori | 67’ Gammone |

| 24 marzo 2013 28ª giornata |  | – turno di riposo Cremonese |  |  |

| Arbitro: | Fiore (Barletta) |

|                |           |             |
| Cesca 10’, 67’ | Marcatori | 68’ Carlini |

| Arbitro: | Ripa (Nocera Inferiore) |

|                       |           |          |
| Le Noci 25’ Đurić 41’ | Marcatori | 90’ Pasi |

| Arbitro: | Bruno (Torino) |

|  |           |                        |
|  | Marcatori | 68’ Đurić 80’ Visconti |

| Cremona 28 aprile 2013, ore 15:00 32ª giornata | Cremonese         | 0 – 0 referto | Portogruaro | Stadio Giovanni Zini (1.700 spett.)\| Arbitro: \| Oliveri (Palermo) \| |
| Arbitro:                                       | Oliveri (Palermo) |               |             |                                                                        |

| Arbitro: | Marini (Roma) |

|             |           |                                                                    |
| Poletti 61’ | Marcatori | 2’ Le Noci 50’ Cremonesi 54’, 90’ Carlini 78’ Minelli 82’ Visconti |

| Arbitro: | Ghersini (Genova) |

|                                     |           |                                |
| Minelli 3’ Le Noci 28’ Nizzetto 42’ | Marcatori | 8’, 21’, 90’ Mancosu 30’ Abate |

### Coppa Italia
| Arbitro: | Marchesini (Legnago) |

|                                                 |           |  |
| Đurić 11’ Le Noci 79’ Alb. Filippini 83’, 90+1’ | Marcatori |  |

| Arbitro: | Manganiello (Pinerolo) |

|                     |           |                               |
| And. Caracciolo 81’ | Marcatori | 30’ Fietta 99’ Alb. Filippini |

| Arbitro: | Doveri (Roma) |

|                             |           |             |
| Miccoli 22’, 34’ Iličič 73’ | Marcatori | 25’ Le Noci |

### Coppa Italia di Lega Pro
| Arbitro: | Ghersini (Genova) |

|                                                 |           |             |
| Sambugaro 38’, 82’ Nizzetto 41’ Previtali 90+4’ | Marcatori | 27’ Storani |

| Arbitro: | Bruno (Torino) |

|                                         |                      |                                               |
| Gallon 13’ (rig.), 47’                  | Marcatori            | 38’ Martinez 45+1’ Degeri                     |
| Carta Cantatore Balzaretti N. Antonelli | Tiri di rigore 4 – 6 | Bonvissuto Previtali Visconti Carlini Marotta |

#### Girone A
| Arbitro: | Lazzeri (Arezzo) |

|  |           |                      |
|  | Marcatori | 56’ Buchel 87’ Cangi |

| Arbitro: | Bietolini (Firenze) |

|                              |           |                               |
| Bonvissuto 61’ Cremonesi 85’ | Marcatori | 38’, 57’ Magnaghi 75’ Calamai |

{{}}